# Prva savezna liga Jugoslavije u nogometu 1980./81.
Prvenstvo Jugoslavije u nogometu za sezonu 1980./81. bilo je pedeset i drugo po redu najviše nogometno natjecanje u Jugoslaviji, trideset i peto poslijeratno, koje je započelo 16. kolovoza 1980. i završilo 14. lipnja 1981.

Prvak je postao srbijanski klub, FK Crvena zvezda, koja je osvojila svoj četrnaesti naslov, drugi uzastopni.

Najbolji strijelac bio je Milan Radović iz NK Rijeka s 26 golova.
Ukupan broj gledatelja iznosio je 2.179.144.

## Sustav natjecanja
Igralo se u dvije faze. Momčadi su međusobno igrale dvokružni ligaški sustav. Igrala se po jedna utakmica na domaćem i gostujućem terenu.  Prvakom je postala momčad koja je sakupila najviše bodova u skupini za prvaka (pobjeda = 2 boda, neodlučeni ishod = 1 bod, poraz = bez bodova).
Pravila koje su određivala poredak na ljestvici su bila: 1) broj osvojenih bodova, 2) gol-razlika, 3) veći broj postignutih golova, 4) baraž

## Formiranje lige
U obzir ulazi 16 najbolje plasiranih iz prethodne sezone, plus pobjednici dviju skupina Druge savezne lige 1979./80.
- Iz Prve savezne lige natjecali su se Crvena zvezda, Sarajevo, Radnički Niš, Napredak Kruševac, Hajduk Split, Sloboda Tuzla, Vardar Skoplje, Velež Mostar, Željezničar, Rijeka, Budućnost, Dinamo Zagreb, Partizan, Borac Banja Luka, Olimpija Ljubljana i Vojvodina
- Iz Druge savezne lige: Zagreb (pobjednik zapadne skupine) i OFK Beograd (pobjednik istočne skupine)

## Sudionici
| Slovenija       | Hrvatska                                    | Bosna i Hercegovina                                                 | Srbija           | Srbija                                                                         | Srbija  | Crna Gora       | Makedonija   |
| Slovenija       | Hrvatska                                    | Bosna i Hercegovina                                                 | Vojvodina        | Središnja Srbija                                                               | Kosovo  | Crna Gora       | Makedonija   |
| --------------- | ------------------------------------------- | ------------------------------------------------------------------- | ---------------- | ------------------------------------------------------------------------------ | ------- | --------------- | ------------ |
| - Olimpija (LJ) | - Dinamo (Z) - Hajduk (S) - Rijeka - Zagreb | - Borac (BL) - Sarajevo - Sloboda (T) - Velež (M) - Željezničar (S) | - Vojvodina (NS) | - OFK Beograd - Crvena zvezda (B) - Napredak (K) - Partizan (B) - Radnički (N) | - nitko | - Budućnost (T) | - Vardar (S) |

- OFK Beograd, Beograd
- FK Borac, Banja Luka
- FK Budućnost, Titograd
- FK Crvena zvezda, Beograd
- NK Dinamo, Zagreb
- NK Hajduk, Split
- FK Napredak Kruševac, Kruševac
- NK Olimpija, Ljubljana
- FK Partizan, Beograd
- FK Radnički Niš, Niš
- NK Rijeka, Rijeka
- FK Sarajevo, Sarajevo
- FK Sloboda, Tuzla
- FK Vardar, Skoplje
- FK Velež, Mostar
- FK Vojvodina, Novi Sad
- NK Zagreb, Zagreb
- FK Željezničar, Sarajevo

## Ljestvica
| mj.     | klub               | ut. | pob. | ner. | por. | gol+ | gol- | gr  | bod |
| ------- | ------------------ | --- | ---- | ---- | ---- | ---- | ---- | --- | --- |
| 1.      | Crvena zvezda      | 34  | 15   | 14   | 5    | 62   | 31   | +31 | 44  |
| 2.      | Hajduk Split       | 34  | 16   | 10   | 8    | 57   | 36   | +21 | 42  |
| 3.      | Radnički Niš       | 34  | 13   | 15   | 6    | 39   | 28   | +11 | 41  |
| 4.      | Sloboda Tuzla      | 34  | 14   | 8    | 12   | 46   | 51   | –5  | 36  |
| 5.      | Dinamo Zagreb      | 34  | 12   | 11   | 11   | 44   | 38   | +6  | 35  |
| 6.      | Budućnost          | 34  | 11   | 12   | 11   | 38   | 34   | +4  | 34  |
| 7.      | Rijeka             | 34  | 12   | 10   | 12   | 50   | 47   | +3  | 34  |
| 8.      | Partizan           | 34  | 9    | 16   | 9    | 43   | 41   | +2  | 34  |
| 9.      | Velež Mostar       | 34  | 13   | 8    | 13   | 44   | 47   | –3  | 34  |
| 10.     | Vojvodina          | 34  | 13   | 8    | 13   | 37   | 40   | –3  | 34  |
| 11.     | Vardar Skoplje     | 34  | 11   | 11   | 12   | 41   | 48   | –7  | 33  |
| 12.     | Olimpija Ljubljana | 34  | 8    | 16   | 10   | 29   | 33   | –4  | 32  |
| 13.     | Sarajevo           | 34  | 12   | 8    | 14   | 47   | 53   | –6  | 32  |
| 14.     | Željezničar        | 34  | 11   | 10   | 13   | 42   | 51   | –9  | 32  |
| 15.     | OFK Beograd        | 34  | 8    | 14   | 12   | 34   | 39   | –5  | 30  |
| 16.     | Zagreb             | 34  | 11   | 8    | 15   | 43   | 55   | –12 | 30  |
| 17.     | Borac Banja Luka   | 34  | 10   | 9    | 15   | 35   | 44   | –9  | 29  |
| 18.     | Napredak Kruševac  | 34  | 9    | 8    | 17   | 45   | 60   | –15 | 26  |
|         |                    |     |      |      |      |      |      |     |     |
| Izvori: |                    |     |      |      |      |      |      |     |     |

|  | Crvena zvezda je prvak Jugoslavije i plasirala se na Kup prvaka 1981./82.                     |
|  | Hajduk Split i Radnički Niš plasirali su se na Kup UEFA 1981./82.                             |
|  | Velež Mostar osvaja Kup Jugoslavije i plasirao se na Europski kup pobjednika kupova 1981./82. |
|  | Borac Banja Luka i Napredak Kruševac ispali su u Drugu saveznu ligu                           |

## Rezultati
| 1980./81. | 1980./81.          | C.Z | HAJ | R.N | SLO | DIN | BUD | RIJ | PAR | VEL | VOJ | VAR | OLI | SAR | ŽEL | OFK | ZAG | BBL | NAP |
| 1.        | Crvena zvezda      |     | 1:3 | 0:0 | 9:1 | 0:0 | 1:1 | 2:1 | 1:1 | 3:0 | 2:1 | 2:0 | 6:0 | 3:1 | 4:0 | 1:1 | 2:0 | 4:1 | 2:0 |
| 2.        | Hajduk Split       | 1:0 |     | 3:3 | 1:0 | 3:1 | 4:1 | 2:0 | 1:1 | 1:0 | 3:1 | 1:1 | 3:1 | 3:0 | 3:0 | 4:0 | 1:0 | 2:0 | 3:2 |
| 3.        | Radnički Niš       | 1:1 | 3:1 |     | 0:1 | 0:2 | 1:0 | 3:1 | 0:0 | 1:0 | 0:0 | 2:1 | 1:0 | 2:1 | 2:1 | 2:0 | 4:0 | 2:1 | 4:1 |
| 4.        | Sloboda Tuzla      | 1:1 | 1:1 | 2:0 |     | 1:0 | 2:1 | 1:3 | 2:1 | 2:1 | 0:1 | 2:1 | 2:1 | 3:2 | 1:1 | 2:1 | 1:1 | 2:0 | 5:1 |
| 5.        | Dinamo Zagreb      | 0:1 | 2:1 | 0:0 | 2:1 |     | 2:0 | 1:2 | 2:0 | 5:2 | 3:1 | 3:0 | 1:1 | 3:0 | 1:1 | 0:0 | 1:1 | 1:0 | 5:1 |
| 6.        | Budućnost          | 1:1 | 2:0 | 1:0 | 2:0 | 2:0 |     | 3:0 | 1:2 | 0:0 | 0:0 | 1:1 | 1:1 | 4:1 | 4:1 | 2:1 | 3:1 | 1:0 | 1:0 |
| 7.        | Rijeka             | 3:2 | 2:2 | 3:0 | 1:1 | 3:0 | 0:0 |     | 2:1 | 5:1 | 3:1 | 3:1 | 1:1 | 2:0 | 1:1 | 0:0 | 0:0 | 0:1 | 1:0 |
| 8.        | Partizan           | 3:1 | 0:4 | 0:1 | 2:2 | 0:0 | 0:0 | 1:0 |     | 0:0 | 0:1 | 2:2 | 2:2 | 1:1 | 0:0 | 1:1 | 4:1 | 0:0 | 3:1 |
| 9.        | Velež Mostar       | 0:0 | 1:0 | 0:0 | 1:0 | 4:2 | 2:0 | 4:3 | 2:1 |     | 1:0 | 2:1 | 1:1 | 0:1 | 1:3 | 1:1 | 3:1 | 2:1 | 3:1 |
| 10.       | Vojvodina          | 1:2 | 0:0 | 1:0 | 1:1 | 1:0 | 2:1 | 2:1 | 2:2 | 2:1 |     | 3:1 | 0:1 | 2:0 | 3:1 | 1:1 | 1:0 | 2:0 | 2:1 |
| 11.       | Vardar Skopje      | 2:4 | 3:1 | 1:1 | 0:0 | 1:0 | 0:0 | 3:0 | 1:3 | 2:1 | 2:1 |     | 2:1 | 3:1 | 2:1 | 0:0 | 2:0 | 2:0 | 1:1 |
| 12.       | Olimpija Ljubljana | 2:0 | 0:0 | 0:0 | 2:0 | 1:1 | 0:0 | 1:1 | 2:2 | 2:0 | 1:0 | 0:1 |     | 0:1 | 2:0 | 1:0 | 0:0 | 1:0 | 1:1 |
| 13.       | Sarajevo           | 2:2 | 1:1 | 1:1 | 2:1 | 3:1 | 2:1 | 2:1 | 1:1 | 0:2 | 2:0 | 3:0 | 1:1 |     | 1:2 | 4:2 | 3:0 | 3:0 | 4:3 |
| 14.       | Željezničar        | 1:2 | 1:1 | 1:1 | 2:0 | 4:1 | 1:1 | 0:0 | 2:1 | 2:4 | 1:0 | 2:2 | 1:0 | 2:2 |     | 2:1 | 1:0 | 3:1 | 0:1 |
| 15.       | OFK Beograd        | 0:0 | 1:1 | 0:0 | 3:4 | 0:1 | 0:0 | 0:0 | 1:2 | 1:1 | 0:0 | 2:0 | 1:0 | 2:0 | 1:0 |     | 3:0 | 3:1 | 2:1 |
| 16.       | Zagreb             | 1:1 | 2:0 | 2:2 | 2:1 | 1:1 | 4:1 | 3:6 | 2:3 | 2:1 | 4:1 | 3:0 | 1:0 | 3:1 | 1:2 | 2:0 |     | 1:1 | 3:1 |
| 17.       | Borac Banja Luka   | 0:0 | 1:0 | 0:0 | 2:0 | 1:1 | 2:1 | 2:1 | 2:1 | 2:1 | 2:2 | 1:1 | 1:1 | 0:0 | 5:2 | 2:3 | 4:0 |     | 1:0 |
| 18.       | Napredak Kruševac  | 1:1 | 4:2 | 2:2 | 2:3 | 1:1 | 2:1 | 5:0 | 0:2 | 1:1 | 3:1 | 1:1 | 1:1 | 1:0 | 1:0 | 3:2 | 0:1 | 1:0 |     |

| 1. kolo 16. 8. 1980. OFK Beograd – Rijeka 0:0 17. 8. 1980. Dinamo Zagreb – Crvena zvezda 0:1 (0:0) Vojvodina – Velež 2:1 (2:1) Olimpija – Željezničar 2:0 (1:0) Budućnost – Vardar 1:1 (1:0) Napredak – Borac Banja Luka 1:0 (0:0) Hajduk – Sloboda 1:0 (0:0) Partizan – Zagreb 4:1 (1:1) 19. 8. 1980. Sarajevo – Radnički Niš 1:1 (0:0) 2. kolo 20. 8. 1980. Crvena zvezda – Zagreb 2:0 (2:0) 23. 8. 1980. Željezničar – Budućnost 1:1 (0:0) 24. 8. 1980. Dinamo Zagreb – Vojvodina 3:1 (2:1) Rijeka – Partizan 2:1 (1:1) Radnički Niš – OFK Beograd 2:0 (1:0) Sloboda – Sarajevo 3:2 (2:0) Borac Banja Luka – Hajduk 1:0 (1:0) Vardar – Napredak 1:1 (1:0) Velež – Olimpija 1:1 (1:0) 3. kolo 30. 8. 1980. OFK Beograd – Sloboda 3:4 (0:2) 31. 8. 1980. Vojvodina – Crvena zvezda 1:2 (0:1) Olimpija – Dinamo Zagreb 1:1 (1:0) Budućnost – Velež 0:0 Napredak – Željezničar 1:0 (0:0) Hajduk – Vardar 1:1 (1:1) Sarajevo – Borac Banja Luka 3:0 (1:0) Partizan – Radnički Niš 0:1 (0:0) Zagreb – Rijeka 3:6 (1:2) 4. kolo 6. 9. 1980. Sloboda – Partizan 2:1 (0:1) 7. 9. 1980. Dinamo Zagreb – Budućnost 2:0 (0:0) Vojvodina – Olimpija 0:1 (0:0) Radnički Niš – Zagreb 4:0 (2:0) Borac Banja Luka – OFK Beograd 2:3 (1:1) Vardar – Sarajevo 3:1 (3:0) Željezničar – Hajduk 1:1 (1:1) Velež – Napredak 3:1 (3:1) Crvena zvezda – Rijeka 2:1 (2:0) 5. kolo 13. 9. 1980. Olimpija – Crvena zvezda 2:0 (1:0) Napredak – Dinamo Zagreb 1:1 (0:0) Sarajevo – Željezničar 1:2 (1:1) Partizan – Borac Banja Luka 0:0 Rijeka – Radnički Niš 3:0 (1:0) 14. 9. 1980. Budućnost – Vojvodina 0:0 Hajduk – Velež 1:0 (0:0) OFK Beograd – Vardar 2:0 (1:0) Zagreb – Sloboda 2:1 (0:0) 6. kolo 20. 9. 1980. Borac Banja Luka – Zagreb 4:0 (3:0) 21. 9. 1980. Dinamo Zagreb – Hajduk 2:1 (2:0) Vojvodina – Napredak 2:1 (1:1) Olimpija – Budućnost 0:0 Sloboda – Rijeka 1:3 (0:1) Vardar – Partizan 1:3 (0:0) Željezničar – OFK Beograd 2:1 (0:0) Velež – Sarajevo 0:1 (0:0) Crvena zvezda – Radnički Niš 0:0 7. kolo 4. 10. 1980. Budućnost – Crvena zvezda 1:1 (1:0) Partizan – Željezničar 0:0 5. 10. 1980. Napredak – Olimpija 1:1 (0:1) Hajduk – Vojvodina 3:1 (1:1) Sarajevo – Dinamo Zagreb 3:1 (0:1) OFK Beograd – Velež 1:1 (0:1) Zagreb – Vardar 3:0 (1:0) Rijeka – Borac Banja Luka 0:1 (0:1) Radnički Niš – Sloboda 0:1 (0:1) 8. kolo 8. 10. 1980. Dinamo Zagreb – OFK Beograd 0:0 Olimpija – Hajduk 0:0 Budućnost – Napredak 1:0 (1:0) Borac Banja Luka – Radnički Niš 0:0 Vardar – Rijeka 3:0 (par-forfe, prekinuta u 53. minuti zbog tuče kod 1:1) Željezničar – Zagreb 1:0 (1:0) Velež – Partizan 2:1 (0:0) Crvena zvezda – Sloboda 9:1 (6:0) 9. 10. 1980. Vojvodina – Sarajevo 2:0 (0:0) 9. kolo 11. 10. 1980. OFK Beograd – Vojvodina 0:0 Zagreb – Velež 2:1 (2:0) 12. 10. 1980. Napredak – Crvena zvezda 1:1 (0:0) Hajduk – Budućnost 4:1 (1:0) Sarajevo – Olimpija 1:1 (1:1) Partizan – Dinamo Zagreb 0:0 Rijeka – Željezničar 1:1 (0:0) Radnički Niš – Vardar 2:1 (1:1) Sloboda – Borac Banja Luka 2:0 (1:0) 10. kolo 18. 10. 1980. Crvena zvezda – Borac Banja Luka 4:1 (1:0) 19. 10. 1980. Dinamo Zagreb – Zagreb 1:1 (1:1) Vojvodina – Partizan 2:2 (0:1) Olimpija – OFK Beograd 1:0 (0:0) Budućnost – Sarajevo 4:1 (2:1) Napredak – Hajduk 4:2 (2:0) Vardar – Sloboda 0:0 Željezničar – Radnički Niš 1:1 (1:1) Velež – Rijeka 4:3 (2:1) 11. kolo 25. 10. 1980. Partizan – Olimpija 2:2 (0:1) 26. 10. 1980. Hajduk – Crvena zvezda 1:0 (0:0) Sarajevo – Napredak 4:3 (3:3) OFK Beograd – Budućnost 0:0 Zagreb – Vojvodina 4:1 (2:0) Rijeka – Dinamo Zagreb 3:0 (3:0) Radnički Niš – Velež 1:0 (0:0) Sloboda – Željezničar 1:1 (0:0) Borac Banja Luka – Vardar 1:1 (1:1) 12. kolo 29. 10. 1980. Dinamo Zagreb – Radnički Niš 0:0 Vojvodina – Rijeka 2:1 (1:1) Olimpija – Zagreb 0:0 Budućnost – Partizan 1:2 (0:2) Napredak – OFK Beograd 3:2 (1:2) Hajduk – Sarajevo 3:0 (3:0) Željezničar – Borac Banja Luka 3:1 (2:1) Crvena zvezda – Vardar 2:0 (0:0) 30. 10. 1980. Velež – Sloboda 1:0 (0:0) 13. kolo 1. 11. 1980. Sarajevo – Crvena zvezda 2:2 (1:1) OFK Beograd – Hajduk 1:1 (1:0) 2. 11. 1980. Partizan – Napredak 3:1 (1:1) Zagreb – Budućnost 4:1 (2:1) Rijeka – Olimpija 1:1 (1:1) Radnički Niš – Vojvodina 0:0 Sloboda – Dinamo Zagreb 1:0 (0:0) Borac Banja Luka – Velež 2:1 (0:1) Vardar – Željezničar 2:1 (2:0) 14. kolo 8. 11. 1980. Olimpija – Radnički Niš 0:0 9. 11. 1980. Dinamo Zagreb – Borac Banja Luka 1:0 (0:0) Vojvodina – Sloboda 1:1 (1:1) Budućnost – Rijeka 3:0 (2:0) Napredak – Zagreb 0:1 (0:0) Hajduk – Partizan 1:1 (1:1) Sarajevo – OFK Beograd 4:2 (1:0) Velež – Vardar 2:1 (2:1) Crvena zvezda – Željezničar 4:0 (1:0) 15. kolo 22. 11. 1980. Partizan – Sarajevo 1:1 (0:1) Radnički – Budućnost 1:0 (0:0) Vardar – Dinamo 1:0 (1:0) Željezničar – Velež 2:4 (0:3) 23. 11. 1980. OFK Beograd – Crvena zvezda 0:0 Zagreb – Hajduk 2:0 (1:0) Rijeka – Napredak 1:0 (0:0) Sloboda – Olimpija 2:1 (0:1) Borac – Vojvodina 2:2 (2:1) 16. kolo 29. 11. 1980. Crvena zvezda – Velež 3:0 (1:0) 30. 11. 1980. Dinamo Zagreb – Željezničar 1:1 (1:0) Vojvodina – Vardar 3:1 (1:1) Olimpija – Borac Banja Luka 1:0 (1:0) Budućnost – Sloboda 2:0 (2:0) Napredak – Radnički Niš 2:2 (1:0) Hajduk – Rijeka 2:0 (2:0) Sarajevo – Zagreb 3:0 (2:0) 3. 12. 1980. OFK Beograd – Partizan 1:2 (0:1) 17. kolo 6. 12. 1980. Radnički Niš – Hajduk 3:1 (1:0) 7. 12. 1980. Partizan – Crvena zvezda 3:1 (1:0) Zagreb – OFK Beograd 2:0 (1:0) Rijeka – Sarajevo 2:0 (1:0) Sloboda – Napredak 5:1 (2:1) Borac Banja Luka – Budućnost 2:1 (1:0) Vardar – Olimpija 2:1 (1:0) Željezničar – Vojvodina 1:0 (0:0) Velež – Dinamo Zagreb 4:2 (0:1) | 18. kolo 28. 2. 1981. Crvena zvezda – Dinamo 0:0 Radnički – Sarajevo 2:1 (0:0) 1. 3. 1981. Velež – Vojvodina 1:0 (1:0) Željezničar – Olimpija 1:0 (0:0) Vardar – Budućnost 0:0 Borac – Napredak 1:0 (1:0) Sloboda – Hajduk 1:1 (1:0) Rijeka – OFK Beograd 0:0 Zagreb – Partizan 2:3 (1:2) 19. kolo 7. 3. 1981. OFK Beograd – Radnički 0:0 Sarajevo – Sloboda 2:1 (0:1) 8. 3. 1981. Zagreb – Crvena zvezda 1:1 (0:1) Partizan – Rijeka 1:0 (0:0) Hajduk – Borac 2:0 (1:0) Napredak – Vardar 1:1 (1:1) Budućnost – Željezničar 4:1 (1:0) Olimpija – Velež 2:0 (2:0) Vojvodina – Dinamo 1:0 (0:0) 20. kolo 14. 3. 1981. Rijeka – Zagreb 0:0 15. 3. 1981. Crvena zvezda – Vojvodina 2:1 (0:1) Dinamo – Olimpija 1:1 (0:0) Velež – Budućnost 2:0 (0:0) Željezničar – Napredak 0:1 (0:0) Vardar – Hajduk 3:1 (2:0) Borac – Sarajevo 0:0 Sloboda – OFK Beograd 2:1 (1:0) Radnički – Partizan 0:0 21. kolo 21. 3. 1981. Partizan – Sloboda 2:2 (1:0) 22. 3. 1981. Rijeka – Crvena zvezda 3:2 (3:1) Zagreb – Radnički 2:2 (2:2) OFK Beograd – Borac 3:1 (1:1) Sarajevo – Vardar 3:0 (1:0) Hajduk – Željezničar 3:0 (1:0) Napredak – Velež 1:1 (0:1) Budućnost – Dinamo 2:0 (1:0) Olimpija – Vojvodina 1:0 (0:0) 22. kolo 28. 3. 1981. Borac – Partizan 2:1 (1:0) 29. 3. 1981. Crvena zvezda – Olimpija 6:0 (2:0) Vojvodina – Budućnost 2:1 (2:1) Dinamo – Napredak 5:1 (2:0) Velež – Hajduk 1:0 (1:0) Željezničar – Sarajevo 2:2 (1:2) Vardar – OFK Beograd 0:0 Sloboda – Zagreb 1:1 (1:1) Radnički – Rijeka 3:1 (1:0) 23. kolo 4. 4. 1981. OFK Beograd – Željezničar 1:0 (0:0) 5. 4. 1981. Radnički – Crvena zvezda 1:1 (1:0) Rijeka – Sloboda 1:1 (0:1) Zagreb – Borac 1:1 (0:0) Partizan – Vardar 2:2 (1:1) Sarajevo – Velež 0:2 (0:1) Hajduk – Dinamo 3:1 (1:1) Napredak – Vojvodina 3:1 (1:0) Budućnost – Olimpija 1:1 (0:1) 24. kolo 11. 4. 1981. Sloboda – Radnički 2:0 (0:0) 12. 4. 1981. Crvena zvezda – Budućnost 1:1 (0:1) Olimpija – Napredak 1:1 (1:0) Vojvodina – Hajduk 0:0 Dinamo – Sarajevo 3:0 (2:0) Velež – OFK Beograd 1:1 (0:0) Željezničar – Partizan 2:1 (1:0) Vardar – Zagreb 2:0 (2:0) Borac – Rijeka 2:1 (1:0) 25. kolo 15. 4. 1981. Sloboda – Crvena zvezda 1:1 (1:1) Radnički – Borac 2:1 (1:0) Rijeka – Vardar 3:1 (1:1) Zagreb – Željezničar 1:2 (0:1) OFK Beograd – Dinamo 0:1 (0:0) Sarajevo – Vojvodina 2:0 (2:0) Hajduk – Olimpija 3:1 (2:0) 16. 4. 1981. Napredak – Budućnost 2:1 (2:0) Partizan – Velež 0:0 26. kolo 18. 4. 1981. Željezničar – Rijeka 0:0 19. 4. 1981. Crvena zvezda – Napredak 2:0 (0:0) Budućnost – Hajduk 2:0 (1:0) Olimpija – Sarajevo 0:1 (0:1) Vojvodina – OFK Beograd 1:1 (1:0) Dinamo – Partizan 2:0 (0:0) Velež – Zagreb 3:1 (3:0) Vardar – Radnički 1:1 (0:0) Borac – Sloboda 2:0 (2:0) 27. kolo 2. 5. 1981. Partizan – Vojvodina 0:1 (0:1) Sloboda – Vardar 2:1 (1:0) 3. 5. 1981. Borac – Crvena zvezda 0:0 Radnički – Željezničar 2:1 (0:0) Rijeka – Velež 5:1 (2:1) Zagreb – Dinamo 1:1 (1:0) OFK Beograd – Olimpija 1:0 (0:0) Sarajevo – Budućnost 2:1 (1:1) 5. 5. 1981. Hajduk – Napredak 3:2 (2:0) 28. kolo 9. 5. 1981. Napredak – Sarajevo 1:0 (1:0) 10. 5. 1981. Crvena zvezda – Hajduk 1:3 (1:0) Budućnost – OFK Beograd 2:1 (1:0) Olimpija – Partizan 2:2 (1:2) Vojvodina – Zagreb 1:0 (1:0) Dinamo – Rijeka 1:2 (1:0) Velež – Radnički 0:0 Željezničar – Sloboda 2:0 (1:0) Vardar – Borac 2:0 (1:0) 29. kolo 16. 5. 1981. Partizan – Budućnost 0:0 Sloboda – Velež 2:1 (1:1) 17. 5. 1981. Vardar – Crvena zvezda 2:4 (1:3) Borac – Željezničar 5:2 (3:0) Radnički – Dinamo 0:2 (0:1) Rijeka – Vojvodina 3:1 (2:0) Zagreb – Olimpija 1:0 (0:0) OFK Beograd – Napredak 2:1 (0:0) Sarajevo – Hajduk 1:1 (1:1) 30. kolo 27. 5. 1981. Crvena zvezda – Sarajevo 3:1 (2:1) Hajduk – OFK Beograd 4:0 (2:0) Napredak – Partizan 0:2 (0:1) Olimpija – Rijeka 1:1 (1:0) Vojvodina – Radnički 1:0 (0:0) Dinamo – Sloboda 2:1 (1:1) Velež – Borac 2:1 (1:0) Željezničar – Vardar 2:2 (1:2) 28. 5. 1981. Budućnost – Zagreb 3:1 (1:0) 31. kolo 30. 5. 1981. OFK Beograd – Sarajevo 2:0 (0:0) Vardar – Velež 2:1 (2:1) 31. 5. 1981. Željezničar – Crvena zvezda 1:2 (0:0) Borac – Dinamo 1:1 (1:0) Sloboda – Vojvodina 0:1 (0:0) Radnički – Olimpija 1:0 (0:0) Rijeka – Budućnost 0:0 Zagreb – Napredak 3:1 (3:0) Partizan – Hajduk 0:4 (0:2) 32. kolo 3. 6. 1981. Crvena zvezda – OFK Beograd 1:1 (1:0) 6. 6. 1981. Velež – Željezničar 1:3 (0:1) 7. 6. 1981. Sarajevo – Partizan 1:1 (0:1) Hajduk – Zagreb 1:0 (0:0) Napredak – Rijeka 5:0 (2:0) Budućnost – Radnički 1:0 (0:0) Olimpija – Sloboda 2:0 (2:0) Vojvodina – Borac 2:0 (1:0) Dinamo – Vardar 3:0 (2:0) 33. kolo 10. 6. 1981. Velež – Crvena zvezda 0:0 Željezničar – Dinamo 4:1 (4:1) Vardar – Vojvodina 2:1 (1:0) Borac – Olimpija 1:1 (0:1) Sloboda – Budućnost 2:1 (1:1) Radnički – Napredak 4:1 (2:1) Rijeka – Hajduk 2:2 (1:1) Zagreb – Sarajevo 3:1 (2:0) Partizan – OFK Beograd 1:1 (0:0) 34. kolo 13. 6. 1981. Vojvodina – Željezničar 3:1 (3:0) 14. 6. 1981. Crvena zvezda – Partizan 1:1 (0:1) OFK Beograd – Zagreb 3:0 (par-forfe, prekid u 21. minuti kod 0:0 zbog napada zagrebačkih igrača na suca) Sarajevo – Rijeka 2:1 (2:0) Hajduk – Radnički 3:3 (2:1) Napredak – Sloboda 2:3 (1:2) Budućnost – Borac 1:0 (1:0) Olimpija – Vardar 0:1 (0:1) Dinamo – Velež 5:2 (2:0) |

## Prvaci
FK Crvena zvezda
trener: Branko Stanković
Igrači (odigrao utakmica/postigao pogodaka):
Rajko Janjanin (34/6)
Srebrenko Repčić (33/10)
Zlatko Krmpotić (32/1)
Miloš Šestić (31/7)
Milan Janković (30/5)
Zdravko Borovnica (29/12)
Ivan Jurišić (27/1)
Boško Đurovski (26/0)
Vladimir Petrović (23/6)
Dragan Miletović (23/0)
Živan Ljukovčan (17/0) (vratar)
Milan Jovin (16/2)
Cvijetin Blagojević (16/2)
Dragan Simeunović (16/0) (vratar)
Milenko Rajković (14/0)
Ljubiša Stojanović (12/0)
Radomir Savić (12/0)
Zoran Jelikić (10/1)
Slavoljub Muslin (10/0)
Milko Đurovski (9/5)
Nedeljko Milosavljević (6/2)
Slobodan Goračinov (2/0)
Zdravko Čakalić (2/0)
Srboljub Stamenković (kasniji "Stan Stamenkovic") (1/0)
Goran Živanović (1/0) (vratar)
Slavko Radovanović (1/0)
Srboljub Marinković (1/0)
Izvori:

## Statistika

### Ljestvica strijelaca
| Pl. | Ime               | Klub              | Pogodaka |
| --- | ----------------- | ----------------- | -------- |
| 1.  | Milan Radović     | Rijeka            | 26       |
| 2.  | Mojaš Radonjić    | Budučnost         | 16       |
| 3.  | Dragoljub Kostić  | Napredak Kruševac | 15       |
| 4.  | Zvonko Živković   | Partizan          | 14       |
| 5.  | Davor Čop         | Napredak Kruševac | 13       |
| 5.  | Abid Kovačević    | Dinamo Zagreb     | 13       |
| 5.  | Slavko Kovačić    | Zagreb            | 13       |
| 8.  | Zdravko Borovnica | Crvena zvezda     | 12       |
| 8.  | Dragan Vujović    | Budučnost         | 12       |
| 10. | Vahid Halilhodžić | Velež Mostar      | 11       |
| 10. | Vasil Ringov      | Vardar Skoplje    | 11       |
| 10. | Zlatko Vujović    | Hajduk Split      | 11       |

## Poveznice
- Druga savezna liga 1980./81.
- Treći rang prvenstva Jugoslavije 1980./81.
- Kup maršala Tita 1980./81.

## Vanjske poveznice
- www.strategija.org
  - Utakmice koje se pamte: Devet golova u mreži Tuzlaka (1980)
- www.historical-lineups.com
  - Godišnjak
  - Klubovi
  - Statistika
- Eu-football.info